# Acropora roseni
Acropora roseni е вид корал от семейство Acroporidae. Видът е застрашен от изчезване.

## Разпространение
Разпространен е в Коморски острови, Мадагаскар, Майот и Сейшели.

## Описание
Популацията на вида е намаляваща.